# Ufťuga (přítok Kubenského jezera)
Ufťuga (rusky Уфтюга) je řeka ve Vologdské oblasti v Rusku. Je 117 km dlouhá. Povodí má rozlohu 1280 km².

## Průběh toku
Ústí do Kubenského jezera (povodí Severní Dviny).